# Francisco Ibáñez

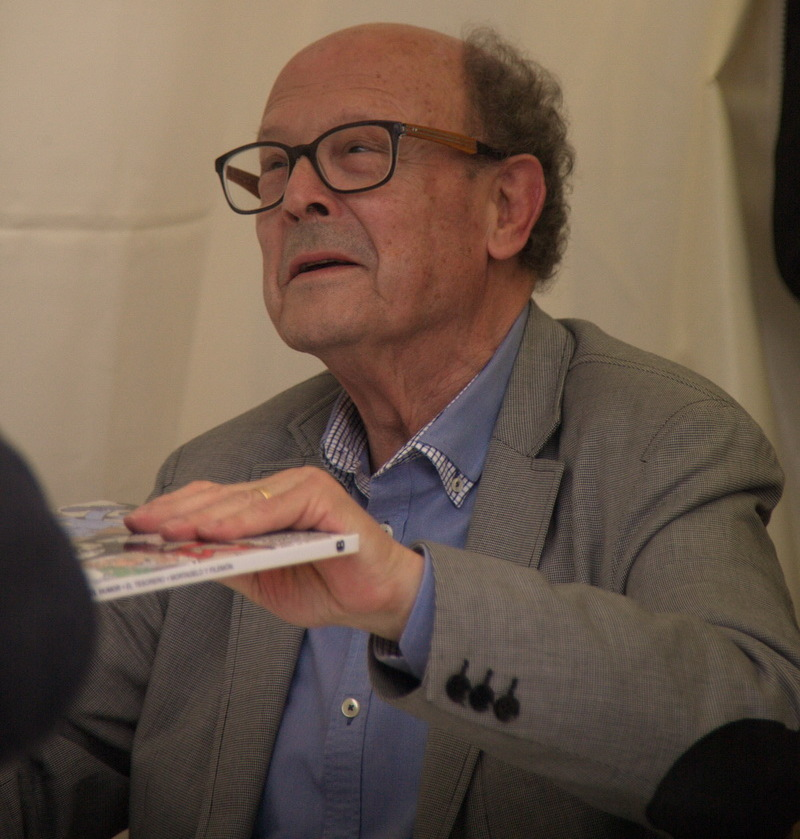
Francisco Ibáñez

Francisco Ibáñez Talavera (Barcelona, 15 maart 1936 – aldaar, 15 juli 2023) was een Spaans schrijver en tekenaar van diverse humoristische verhalen. Hij is vooral bekend van de stripreeks Mortadelo y Filemón (Paling en Ko).

## Biografie
Toen Francisco Ibáñez zijn eerste stripverhaal schreef, werkte hij nog bij een bank. In 1957 besloot hij bij de uitgeverij Editorial Bruguera te gaan werken. Daar werd hij een van de voornaamste schrijvers.
In 1958 werd het eerste verhaal van Mortadelo y Filemón in het tijdschrift Pulgarcito (Klein Duimpje) gepubliceerd. Daarna creëerde Ibáñez diverse verhalen voor Bruguera zoals La familia Trapisonda in 1958, 13, Rue del Percebe (Paviljoenstraat 3) in 1961, El botones Sacarino (Tom Tiger + Co) in 1963 ,Rompetechos (Bernard Blindganger) in 1964 en Pepe Gotera y Otilio (Boss en Bolle).
In 1985 verliet Ibáñez Bruguera en begon hij bij uitgeverij Editorial Grijalbo. De eigendomsrechten van de door hem gecreëerde karakters bleven in het bezit van Bruguera, en dus moest hij nieuwe karakters creëren voor het tijdschrift Guai! (Leuk!): op die manier zijn Chicha, Tatto y Clodoveo, de profesión sin empleo (Het Edele Drietal) ontstaan. In een van de twee albums die begin jaren 90 in Nederland zijn uitgebracht figureren Paling en Ko als werklozen; dit is een verwijzing naar de rechtenkwestie met Bruguera.
In 1988 begon hij bij Ediciones B, uitgeverij die de eigendomsrechten van Bruguera had overgenomen. Hij kon dus doorgaan met het schrijven van zes Paling en Ko albums per jaar. Zij staan vol met referenties aan het nieuws en de mode uit die tijd.
In 1994 ontving Ibáñez de Prijs Salón del Cómic de Barcelona, in 2001 de Medalla de Oro al Mérito en las Bellas Artes en in 2008 de Premios Notario del Humor welke werd uitgereikt aan de Universiteit van Alicante.
Ibáñez overleed op 87-jarige leeftijd.

## Verhalen
Sommige verhalen zijn naar het Nederlands vertaald en hebben eigen Nederlandse titels. Van de verhalen die niet vertaald zijn, zijn er ook geen Nederlandse titels.
- Mortadelo y Filemón, agencia de información (1958). (Paling en Ko.)
- La familia Trapisonda, un grupito que es la monda (1958)
- 13, Rue del Percebe (1961). Dolgedraaid
- Godofredo y Pascualino viven del deporte fino (1961).
- Ande, ríase usté con el arca de Noé (1961).
- El botones Sacarino (1963). (Tom Tiger + Co)
- Rompetechos (1964). (Bernard Blindganger)
- Pepe Gotera y Otilio (1966). (Boss en Bolle)
- Chicha, Tatto y Clodoveo, de profesión sin empleo (1985). (Het Edele Drietal)
- 7, Rebolling Street (1987)
- Doña Pura y Doña Pera, vecinas de la escalera.
- Don Pedrito que está como nunca.
- El doctor Esparadrapo y su ayudante Gazapo.
- Tete Cohete.